# Семези-Кашан
Семези́-Каша́н (фр. Sémézies-Cachan) — коммуна во Франции, находится в регионе Юг — Пиренеи. Департамент — Жер. Входит в состав кантона Сарамон. Округ коммуны — Ош.
Код INSEE коммуны — 32428.

## География
Коммуна расположена приблизительно в 610 км к югу от Парижа, в 60 км западнее Тулузы, в 20 км к юго-востоку от Оша.

## Климат
Климат умеренно-океанический. Лето жаркое и немного дождливое, температура часто превышает 35 °С. Зимой часто бывает отрицательная температура и ночные заморозки. Годовое количество осадков — 700—900 мм.

## Население
Население коммуны на 2010 год составляло 74 человека.
| 1962 | 1968 | 1975 | 1982 | 1990 | 1999 | 2010 |
| ---- | ---- | ---- | ---- | ---- | ---- | ---- |
| 122  | 125  | 98   | 80   | 71   | 75   | 74   |

## Администрация
| Период | Период | Фамилия     | Партия | Примечания |
| ------ | ------ | ----------- | ------ | ---------- |
| 2008   | 2020   | Поль Бюрган |        |            |

## Экономика
В 2010 году среди 48 человек трудоспособного возраста (15-64 лет) 34 были экономически активными, 14 — неактивными (показатель активности — 70,8 %, в 1999 году было 65,1 %). Из 34 активных жителей работали 33 человека (24 мужчины и 9 женщин), безработным был 1 мужчина. Среди 14 неактивных 4 человека были учениками или студентами, 8 — пенсионерами, 2 были неактивными по другим причинам.